# Chorula
Chorula (dodatkowa nazwa w j. niem. Chorulla; do 1996 Choruła) – wieś w Polsce położona w województwie opolskim, w powiecie krapkowickim, w gminie Gogolin, nad Odrą, przy drodze z Krapkowic do Opola.
Na terenie wioski funkcjonują: sklep oraz Centrum Aktywizacji Wiejskiej, w którym znajduje się biblioteka. Poczta dla Choruli znajduje się w Gogolinie, a ośrodek zdrowia w Malni.

## Nazwa
W 1295 w kronice łacińskiej Liber fundationis episcopatus Vratislaviensis (pol. Księga uposażeń biskupstwa wrocławskiego) wymieniająca miejscowości płacące dziesięcinę wieś wymieniona jest jako Chorula we fragmencie Chorula decima more polonico. Wzmiankowana w 1306 roku jako "Chorula villa".
W latach 1934–1945 miejscowość nosiła nazwę Steinfurt.

## Historia
W 1783 roku liczyła 115 mieszkańców. Na terenie wioski znajdował się wówczas m.in. młyn wiatrakowy. W 1845 r. wioska liczyła 258 mieszkańców. Jej zabudowę stanowiło 28 domów, folwark, zamek, wiatrak i piec wapienniczy. Obok wioski znajdował się kamieniołom, z którego uzyskiwany kamień spławiano następnie Odrą. Do 1925 roku Chorula należała do parafii w Krapkowicach-Otmęcie, a obecnie należy do parafii w Kątach Opolskich. 
W latach 1983–1985 przy drodze do Górażdży wzniesiono kościół pw. Św. Trójcy. Kamień węgielny pod budowę świątyni poświęcił 26 czerwca 1983 roku kardynał Joseph Ratzinger (późniejszy papież Benedykt XVI). 
W latach 1973–1977 w sąsiedztwie Choruli zbudowano nowoczesną cementownię „Górażdże”, czynną do dziś.
W dniach 29–30 lipca 2006, wieś obchodziła swoje 700 lecie.

## Zabytki
Do wojewódzkiego rejestru zabytków wpisane są:
- cmentarz parafialny, z XVIII/XIX w.:
  - ogrodzenie z bramkami
  - kapliczka-dzwonnica
  - grób Konstantego Joska, powstańca śląskiego, z 1921 r.
- park pałacowy, powstały po 1850 r.